# مونت غامبير
مونت غامبير هي مدينة، في أستراليا، تقع في جنوب أستراليا، بلغ عدد سكانها 25,512  نسمة وذلك حسب إحصائيات سنة 2016، تبلغ مساحتها 27.6 كيلومتر مربع، رمزها البريدي هو 5290.

## المناخ
يظهر الجدول التالي التغييرات المناخية على مدار السنة لمونت غامبير:
| البيانات المناخية لـمونت غامبير   | البيانات المناخية لـمونت غامبير | البيانات المناخية لـمونت غامبير | البيانات المناخية لـمونت غامبير | البيانات المناخية لـمونت غامبير | البيانات المناخية لـمونت غامبير | البيانات المناخية لـمونت غامبير | البيانات المناخية لـمونت غامبير | البيانات المناخية لـمونت غامبير | البيانات المناخية لـمونت غامبير | البيانات المناخية لـمونت غامبير | البيانات المناخية لـمونت غامبير | البيانات المناخية لـمونت غامبير | البيانات المناخية لـمونت غامبير |
| الشهر                             | يناير                           | فبراير                          | مارس                            | أبريل                           | مايو                            | يونيو                           | يوليو                           | أغسطس                           | سبتمبر                          | أكتوبر                          | نوفمبر                          | ديسمبر                          | المعدل السنوي                   |
| --------------------------------- | ------------------------------- | ------------------------------- | ------------------------------- | ------------------------------- | ------------------------------- | ------------------------------- | ------------------------------- | ------------------------------- | ------------------------------- | ------------------------------- | ------------------------------- | ------------------------------- | ------------------------------- |
| الدرجة القصوى °م (°ف)             | 44.1 (111.4)                    | 44.9 (112.8)                    | 41.3 (106.3)                    | 35.8 (96.4)                     | 28.5 (83.3)                     | 21.6 (70.9)                     | 22.4 (72.3)                     | 26.6 (79.9)                     | 32.2 (90.0)                     | 33.3 (91.9)                     | 41.2 (106.2)                    | 43.3 (109.9)                    | 44.9 (112.8)                    |
| متوسط درجة الحرارة الكبرى °م (°ف) | 25.3 (77.5)                     | 25.3 (77.5)                     | 23.1 (73.6)                     | 19.5 (67.1)                     | 16.1 (61.0)                     | 13.9 (57.0)                     | 13.2 (55.8)                     | 14.2 (57.6)                     | 15.9 (60.6)                     | 18.0 (64.4)                     | 20.5 (68.9)                     | 23.0 (73.4)                     | 19.0 (66.2)                     |
| متوسط درجة الحرارة الصغرى °م (°ف) | 11.2 (52.2)                     | 11.7 (53.1)                     | 10.6 (51.1)                     | 8.8 (47.8)                      | 7.4 (45.3)                      | 5.8 (42.4)                      | 5.2 (41.4)                      | 5.5 (41.9)                      | 6.3 (43.3)                      | 7.1 (44.8)                      | 8.4 (47.1)                      | 10.0 (50.0)                     | 8.2 (46.8)                      |
| أدنى درجة حرارة °م (°ف)           | 1.4 (34.5)                      | 2.8 (37.0)                      | 0.0 (32.0)                      | −1.8 (28.8)                     | −2.8 (27.0)                     | −3.9 (25.0)                     | −3.9 (25.0)                     | −2.6 (27.3)                     | −3.4 (25.9)                     | −1.6 (29.1)                     | −0.8 (30.6)                     | 1.2 (34.2)                      | −3.9 (25.0)                     |
| الهطول مم (إنش)                   | 27.4 (1.08)                     | 26.0 (1.02)                     | 35.8 (1.41)                     | 54.7 (2.15)                     | 71.8 (2.83)                     | 84.1 (3.31)                     | 100.2 (3.94)                    | 95.7 (3.77)                     | 72.6 (2.86)                     | 60.7 (2.39)                     | 46.2 (1.82)                     | 38.3 (1.51)                     | 711.1 (28.00)                   |
| متوسط أيام هطول الأمطار           | 8.4                             | 7.8                             | 11.0                            | 14.5                            | 18.4                            | 19.8                            | 21.9                            | 21.6                            | 19.1                            | 16.8                            | 13.2                            | 11.6                            | 184.1                           |
| متوسط الرطوبة النسبية (%)         | 44                              | 44                              | 49                              | 56                              | 68                              | 73                              | 72                              | 67                              | 63                              | 59                              | 53                              | 48                              | 58                              |
| ساعات سطوع الشمس الشهرية          | 282.1                           | 243.6                           | 213.9                           | 165.0                           | 136.4                           | 120.0                           | 133.3                           | 164.3                           | 171.0                           | 213.9                           | 228.0                           | 251.1                           | 2٬322٫6                         |
| المصدر:                           |                                 |                                 |                                 |                                 |                                 |                                 |                                 |                                 |                                 |                                 |                                 |                                 |                                 |

## أعلام
- كيسي شامبرز
- كريستيان كلارك
- جوسيب سكوكو
- جون ليفينغستون
- إدوارد مان